# Гамидов, Шукюр Нариман оглы
Шукюр Нариман оглы Гамидов (азерб. Şükür Nəriman oğlu Həmidov; 1 апреля 1975, Армудлу, Губадлинский район — 22 октября 2020, Губадлинский район) — азербайджанский военнослужащий, полковник Вооружённых сил Азербайджанской Республики, заместитель командира 2-го армейского корпуса Сухопутных войск Азербайджана, участник боевых действий в Нагорном Карабахе в начале апреля 2016 года и осенью 2020 года. Национальный герой Азербайджана.

## Биография

### Юность. Годы учёбы
Шукюр Гамидов родился в селе Армудлу Кубатлинского района Азербайджанской ССР, в семье Наримана и Шаргия-ханум Гамидовых, выходцев из села Армудлу. Семья в настоящее время имеет статус беженцев и проживает в Сумгаите. Шукюр стал 9-м ребёнком в семье. Всего же в семье — 10 детей, 4 сына и 6 дочерей. Шюкюр Гамидов является младшим сыном. Отец Нариман назвал сына в честь своего отца. Старший брат Шукюра Асад Гамидов был участником Первой карабахской войны.
До 8 класса Гамидов учился в средней школе села Башарат Кубатлинского района. С 8 класса Шукюр посвятил себя армии. Сначала окончил Специализированную школу-интернат имени Джамшида Нахичеванского, а затем — Высшее военное училище.

### Военная служба
Служил Гамидов более 24 лет.
В Бакинское высшее военное командное училище Гамидов поступил в 1993 году. Еще учась в училище, он говорил, что хочет добровольно участвовать в Первой карабахской войне. В 1995 году Гамидов окончил училище по специальности «командная общевойсковая» с квалификацией  «офицер мотострелковых войск» и начал свою карьеру лейтенантом в должности командира взвода в одной из воинских частей в Нахичевани. Здесь он дослужился до звания майора. Позже служил командиром части, заместителем командира батальона по материально-техническому обеспечению.
В 2008 году Гамидов поступил в Военную академию Вооружённых сил, затем служил в различных воинских частях командиром батальона, начальником штаба, а также командиром воинской части.
В ночь на 2 апреля 2016 года на линии соприкосновения армяно-азербайджанских сил в Нагорном Карабахе начались интенсивные боевые действия. Режим прекращения огня был восстановлен только 5 апреля. Полковник-лейтенант Шукюр Гамидов отличился во время взятия высоты Лелетепе, расположенной близ села Чоджук Марджанлы Джебраильского района.

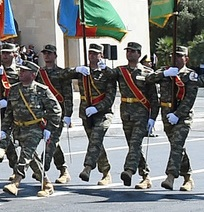
Полковник Шукюр Гамидов во главе знаменной группы на параде по случаю 100-летия Вооружённых сил Азербайджана. 26 июня 2018 года

Служил в прифронтовой зоне. Приказом побывавшего 10 мая в прифронтовой зоне министра обороны Азербайджана Закира Гасанова Шукюру Гамидову «за отвагу, проявленную в ходе операции за освобождение высоты Лелетепе в начале апреля» было досрочно присвоено воинское звание полковника.
26 июня 2018 года в Баку прошёл военный парад по случаю 100-летия Вооружённых сил Азербайджана. На параде торжественным маршем прошла также возглавляемая полковником Шукюром Гамидовым знаменная группа с боевыми знамёнами воинских частей, отличившихся в ходе боевых действий в апреле 2016 года и в ходе Гюннутской операции в мае 2018 года.

### Гибель
22 октября 2020 года во время Второй карабахской войны Шукюр Гамидов погиб в бою за освобождение города Губадлы. За день до гибели, по словам отца Гамидова, в сети появилось видео, на котором был запечатлён Шукюр Гамидов во время боевой операции. Голос в кадре говорил, что это село Бала-Солтанлы (в 8 км к востоку от Кубатлы), а на другой стороне реки — село Моллабурхан. На следующий день после гибели Гамидов был похоронен на Аллее шахидов (на территории II Аллеи почётного захоронения) в Баку. Свои соболезнования отцу Гамидова выразил лично президент Азербайджана Ильхам Алиев. Через три дня после гибели Гамидова азербайджанской армии удалось взять Губадлы.

## Личная жизнь
Был женат, остались сын и дочь.
- Супруга — Кёнуль Гамидова[16];
  - Дочь — Азиза Гамидова, студентка Азербайджанского государственного педагогического университета[17];
  - Сын — Нурлан Гамидов[18].

## Награды
19 апреля 2016 года распоряжением президента Азербайджана Ильхама Алиева Шукюру Гамидову «за проявленный героизм и отвагу при защите территориальной целостности Азербайджанской Республики» было присвоено звание Национального героя Азербайджана.

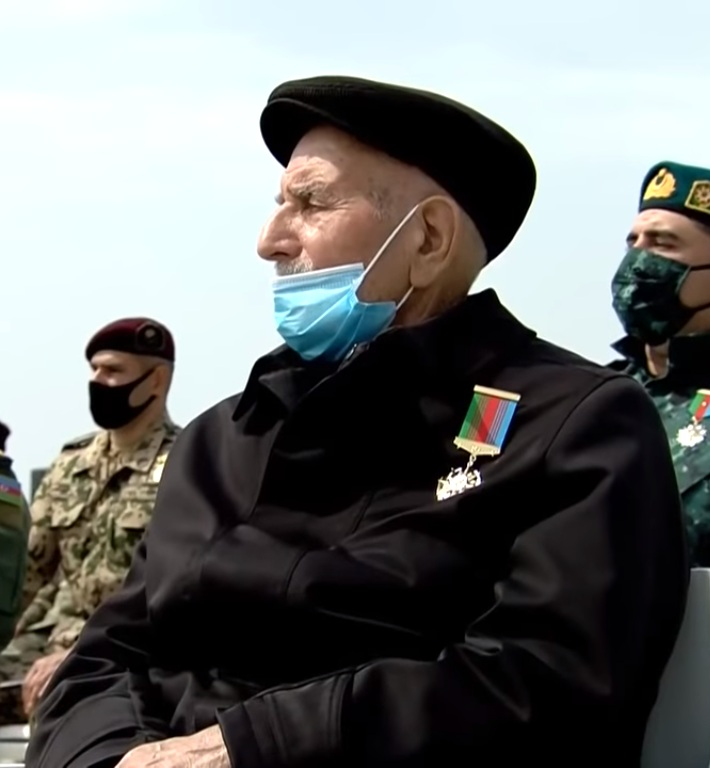
Отец Шукюра Гамидова с орденом «Победа», вручённым его сыну посмертно

9 декабря 2020 года распоряжением президента Азербайджанской Республики полковник Шукюр Гамидов за высокий профессионализм в руководстве боевыми операциями в ходе освобождения территорий Азербайджанской Республики от оккупации и восстановления территориальной целостности Азербайджанской Республики, а также продемонстрированный пример мужества и отваги при выполнении обязанностей военной службы был награждён орденом «Победа» (посмертно)
.
15 декабря 2020 года распоряжением президента Азербайджана Ильхама Алиева полковник Шукюр Нариман огыл Гамидов «за выполнение с честью своих обязанностей при исполнении задач, поставленных перед войсковой частью, во время участия в боевых действиях по обеспечению территориальной целостности Азербайджанской Республики» был награждён медалью «За Родину» (посмертно).
24 декабря 2020 года распоряжением президента Азербайджанской Республики Ильхама Алиева полковник Шукюр Нариман оглы Гамидов «за личную доблесть и отвагу, продемонстрированную при участии в боевых операциях за освобождение от оккупации Джебраильского района Азербайджанской Республики» был награждён медалью «За освобождение Джебраила» (посмертно).
25 декабря 2020 года распоряжением президента Азербайджанской Республики Ильхама Алиева полковник Шукюр Нариман оглы Гамидов «за личную доблесть и отвагу, продемонстрированную при участии в боевых операциях за освобождение от оккупации Физулинского района Азербайджанской Республики» был награждён медалью «За освобождение Физули» (посмертно).
29 декабря 2020 года распоряжением президента Азербайджанской Республики Ильхама Алиева полковник Шукюр Нариман оглы Гамидов «за личную доблесть и отвагу, продемонстрированную при участии в боевых операциях за освобождение от оккупации Губадлинского района Азербайджанской Республики» был награждён медалью «За освобождение Губадлы» (посмертно).
Также за годы военной службы Шукюр Гамидов был награждён медалями «За безупречную службу» всех степеней, медалями «За отличие в военной службе» 2-й и 3-й степеней, а также юбилейными медалями по случаю 10-летия, 90-летия и 95-летия Вооружённых сил Азербайджанской Республики.